# Eublemma suppura
Eublemma suppura is een vlinder van de familie van de spinneruilen (Erebidae). De wetenschappelijke naam van deze soort is voor het eerst voorgesteld als Thalpochares suppura door Otto Staudinger in een publicatie uit 1892.
De soort komt voor in Turkije, Cyprus, Syrië, Israël en Jordanië.